# Avena
Avena là một chi thực vật có hoa trong họ Hòa thảo (Poaceae).

## Loài
Chi Avena gồm các loài:
Yến mạch trồng
là loài thương mại chính của chi này. 4 loài khác cũng được trồng như.
1. Avena sativa – yến mạch thường,
2. Avena abyssinica – yến mạch Ethiopia, bản địa của Ethiopia, Eritrea, + Djibouti; naturalized in Yemen + Saudi Arabia
3. Avena byzantina, loại lương thực phụ ở Hy Lạp và Trung Đông; được du nhập vào Tây Ban Nha, Algeria, Ấn Độ, New Zealand, Nam Mỹ, vv.
4. Avena nuda.
5. Avena strigosa – yến mạch đen,[7] grown for fodder in parts of Western Europe and Brazil

Yến mạch hoang
Nhiều loài trong chi Avena mọc hoang dại như loài cỏ dại trong các cánh đồng. Chúng mọc cùng với loại được trồng, các hạt này rất khó được loại ra bằng phương pháp hóa học; bất kỳ loài thuốc diệt cỏ nào đối với loài này cũng có thể gây hư hại mùa màng. 
1. Avena aemulans - Nga châu Âu
2. Avena barbata – loại thon ở Portugal + Morocco đến Tajikstan
3. Avena brevis – loại thấp - trung và nam Âu
4. Avena chinensis - Germany, Austria; đã du nhập vàp Trung Quốc, Belarus
5. Avena clauda - Balkans, Trung Đông, Trung Á
6. Avena eriantha - Bắc Mỹ, Trung Đông, Trung Á, Caucasus
7. Avena fatua – loài hoang dại phổ biến - châu Âu, Á, Bắc Phi; vô hại ở Úc, Americas, trên nhiều đảo
8. Avena longiglumis - North Africa, Israel, Spain, Portugal, Sardinia
9. Avena maroccana – Moroccan oat - Morocco
10. Avena murphyi - Morocco, Spain
11. Avena prostrata - Morocco, Spain
12. Avena saxatilis - Sicily and small nearby islands
13. Avena sterilis – loại mùa đông- Địa Trung Hải, East Africa; temperate Asia; đã du nhập vào Bắc Âu,, Australia, New Zealand,
14. Avena strigosa - Spain, France, Portugal; du nhập vào nhiều nơi ở châu Âu cũng như phân tán ở Australia, New Zealand, Americas
15. Avena vaviloviana - Eritrea, Ethiopia
16. Avena ventricosa - Bắc Phi, Trung Đông
17. Avena volgensis - Âu-Nga

Các loài trước đây trong chi này
Hundreds of taxa have been included in Avena at one time in the past but are now considered better suited to other genera: Agrostis Aira Ampelodesmos Anisopogon Arrhenatherum Avenula Bromus Calamagrostis Capeochloa Centropodia Corynephorus Danthonia Danthoniastrum Deschampsia Festuca Gaudinia Helictochloa Helictotrichon Hierochloe Lachnagrostis Lolium Parapholis Pentameris Periballia Peyritschia Rytidosperma Schizachne Sphenopholis Stipa Stipagrostis Tenaxia Tricholemma Triraphis Trisetaria Trisetum Tristachya Ventenata